# Augustin Cochin
Augustin Denis Marie Cochin (22 de desembre de 1876, París - 8 de juliol de 1916) fou un historiador francès, mort al front durant la Primera Guerra Mundial.
Era descendent de dos destacats polítics de la dreta francesa, tots ells monàrquics orleanistes i catòlics: el seu pare, el ministre Denys Cochin, i el seu avi, Pierre-Suzanne-Augustin Cochin.
Va ser alumne a l'École des Chartes i es va especialitzar des del 1903 en la història de la Revolució Francesa. Va assenyalar la maçoneria com una de les principals forces d'instigació a la revolució.